# Jost Hermand
Jost Hermand (11. dubna 1930, Kassel – 9. října 2021) byl německý literární teoretik a vysokoškolský pedagog.

## Životopis
Hermand studoval literaturu, filozofii, historii a dějiny umění v Marburgu, promoval v roce 1955. Od roku 1958 žije v USA a je profesorem německé moderní literatury a německých kulturních dějin na Wisconsinské univerzitě v Madisonu a od roku 2003 čestným profesorem na Humboldtově univerzitě. Jako host přednášel i na dalších amerických a německých univerzitách.

## Dílo
- Die literarische Formenwelt des Biedermeiers. 1958.
- Lyrik des Jugendstils. 1964, ISBN 3-15-008928-X.
- Jugendstil. 1965, ISBN 3-534-03463-5.
- Literaturwissenschaft und Kunstwissenschaft. Methodische Wechselbeziehungen seit 1900. 1965.
- Das Junge Deutschland. 1966, ISBN 3-15-008703-1.
- Der deutsche Vormärz. 1967, ISBN 3-15-008794-5.
- spoluautor Richard Hamann: Deutsche Kunst und Kultur von der Gründerzeit bis zum Expressionismus, 5 svazků (Gründerzeit, Naturalismus, Impressionismus, Stilkunst um 1900, Expressionismus), Akademie-Verlag, Berlín, 1967ff.
- Synthetisches Interpretieren. 1969, ISBN 3-485-03027-9.
- Von Mainz nach Weimar. Studien zur deutschen Literatur. 1969, ISBN 3-476-00310-8.
- Von deutscher Republik. Aktuelle Provokationen. 1968, ISBN 3-518-00793-9.
- Pop international. 1971, ISBN 3-7610-9209-1.
- Unbequeme Literatur. 1971.
- Literaturwissenschaft und Kunstwissenschaft. Methodische Wechselbeziehungen seit 1900. 1971, ISBN 3-476-10041-3.
- Stänker und Weismacher. Zur Geschichte eines Affekts. 1979, ISBN 3-476-00193-8.
- Der Schein des schönen Lebens. Studien zur Jahrhundertwende. 1972, ISBN 3-7610-4612-X.
- Von deutscher Republik 1775–1795. 1975, ISBN 3-518-10793-3.
- Der frühe Heine. Ein Kommentar zu den Reisebildern. 1976, ISBN 3-538-07021-0.
- Stile, Ismen, Etiketten. Zur Periodisierung der modernen Kunst. 1978, ISBN 3-89104-283-3.
- Sieben Arten an Deutschland zu leiden. 1979, ISBN 3-7610-2141-0.
- Konkretes Hören. Zum Inhalt instrumentaler Musik. 1981, ISBN 3-88619-007-2.
- Deutsche Feiern. 1982, ISBN 3-7997-0683-6.
- Literarisches Leben im Kaiserreich 1871–1918. 1982, ISBN 3-12-351550-8.
- Literarisches Leben in der Weimarer Republik. Textausgabe mit Materialien. 1982, ISBN 3-12-351560-5.
- Stile, Ismen, Etikette. Zur Periodisierung der Kunst. 1982, ISBN 3-7997-0686-0.
- Streitobjekt Heine. Ein Forschungsbericht (1945-1975). 1983, ISBN 3-7610-2101-1.
- Sieben Arten an Deutschland zu leiden. 1983, ISBN 3-7610-2141-0.
- Orte. Irgendwo. Formen utopischen Denkens. 1984, ISBN 3-7610-8117-0.
- Adolph Menzel. 1986, ISBN 3-499-50361-1.
- Kultur im Wiederaufbau. Die Bundesrepublik Deutschland 1945-1965. 1986, ISBN 3-485-00514-2.
- Geschichten aus dem Ghetto. 1987, ISBN 3-610-00399-5.
- Die Kultur der Bundesrepublik Deutschland 1965-1985. 1988, ISBN 3-485-00577-0.
- Der alte Traum vom neuen Reich. Völkische Utopien und Nationalsozialismus. 1988, ISBN 3-89547-709-5.
- Kultur im Wiederaufbau. Die Bundesrepublik Deutschland 1945-1965. 1989, ISBN 3-548-34551-4.
- Arnold Zweig. 1990, ISBN 3-499-50381-6.
- Grüne Utopien in Deutschland. 1991, ISBN 3-596-10395-9.
- Beredte Töne. Musik im historischen Prozess. 1991, ISBN 3-631-42934-7.
- Mehr als ein Liberaler. Über Heinrich Heine. 1991, ISBN 3-631-43080-9.
- Engagement als Lebensform. Über Arnold Zweig. 1992, ISBN 3-89404-907-3.
- Als Pimpf in Polen. 1993, ISBN 3-596-11321-0.
- Mit den Bäumen sterben die Menschen. Zur Kulturgeschichte der Ökologie. 1993, ISBN 3-412-02593-3.
- Geschichte der Germanistik. 1994, ISBN 3-499-55534-4.
- Deutscher, Jude oder Franzose? Heine im internationalen Kontext. 1995, ISBN 3-8142-0507-3.
- Avantgarde und Regression. 200 Jahre deutsche Kunst. 1995, ISBN 3-361-00441-1.
- Angewandte Literatur. Politische Strategien in den Massenmedien. 1996, ISBN 3-89404-916-2.
- Judentum und deutsche Kultur. Beispiele einer schmerzhaften Symbiose. 1996, ISBN 3-412-11395-6.
- Ökologische Dringlichkeitspostulate in den Kultur- und Geisteswissenschaften. 1997, ISBN 3-7776-0814-9.
- Adolph Menzel „Das Flötenkonzert in Sanssouci“. 1998, ISBN 3-596-23928-1.
- Im Wettlauf mit der Zeit. Anstöße zu einer ökologiebewußten Ästhetik. 1999, ISBN 3-89404-904-9.
- Zuhause und anderswo. Erfahrungen im Kalten Krieg. 2001, ISBN 3-412-02201-2.
- „Das Ewig-Bürgerliche widert mich an“. Brecht-Aufsätze. 2001, ISBN 3-934344-09-7.
- Die deutschen Dichterbünde. Von den deutschen Meistersingern bis zum PEN-Club. 2001, ISBN 3-412-09897-3.
- Ernst von Salomon. 2002, ISBN 3-7776-1162-X.
- Formen des Eros in der Kunst. 2002, ISBN 3-205-99151-6.
- mit Michael Niedermeier: Revolutio Germanica. Die Sehnsucht nach der „alten Freiheit“ der Germanen. 1750–1820 (= Berliner Beiträge zur Wissenschaftsgeschichte. Band 5). Lang, Frankfurt am Main 2002, ISBN 3-631-39671-6.
- Beethoven. Werk und Wirkung. 2003, ISBN 3-412-04903-4.
- Nach der Postmoderne. 2004, ISBN 3-412-12803-1.
- Deutsche Kulturgeschichte des 20. Jahrhunderts. 2006, ISBN 3-89678-563-X.
- Freundschaft. Zur Geschichte einer sozialen Bindung. 2006, ISBN 3-412-29705-4.
- Heinrich Heine. Kritisch. Solidarisch. Umstritten. 2007, ISBN 978-3-412-12206-5.
- Glanz und Elend der deutschen Oper. 2008, ISBN 978-3-412-20098-5.
- Der Kunsthistoriker Richard Hamann. 2009, ISBN 978-3-412-20398-6.
- Die Toten schweigen nicht. Brecht-Aufsätze. 2010, ISBN 978-3-631-60002-3.
- Politische Denkbilder. Von Caspar David Friedrich bis Neo Rauch. Böhlau, Wien 2011, ISBN 978-3-412-20703-8.